# ナチュン
『ナチュン』は、都留泰作による沖縄を舞台とした近未来SF漫画作品。「月刊アフタヌーン」（講談社）にて2006年8月号より2010年4月号まで連載された。「ナチュン」は、沖縄方言で「泣く」を意味する動詞である。
著者の都留泰作は、大学院において、沖縄で調査研究をおこなっていたことがあり、そのときの経験をもとにして沖縄を舞台とした漫画作品を執筆している、とアフタヌーン誌上で語っている。一巻の帯のキャッチコピーは「SF × 沖縄 = オッサン!?」。

## 概要
主人公・テルが、沖縄でイルカの生態を観察すべく奮闘するさなか、沖縄を巡る大きな事件に巻き込まれていく。

## 登場人物
石井光成（いしい みつなり）
主人公。自称「テルナリ」、通称「テル」。
ゲンさん
漁師。テルは海に慣れるために彼に弟子入りした。
ドル子
テルのイルカ観察を妨害する地元の娘。イルカとコミュニケーションできている。
フランシス・デュラム
数学者兼物理学者で、フィールズ賞とノーベル物理学賞の二つを受賞した天才であったが、42歳のときに脳の左半分を失った。そのため数学、物理学からは引退し、イルカの研究家となってイルカの姿を写した2時間50分31秒の映像を数学論文として発表。学界からは失笑を買ったが、その映像を見たテルナリは人工知能を完成させるアイディアが隠されていることに気づく。